# およしになってよ先生
『およしになってよ先生』（およしになってよせんせい）は、富沢珠緒による日本の漫画作品。

## 概要
『なかよし』（講談社）において、1989年から1989年まで連載された。

## 書誌情報
富沢珠緒 『およしになってよ先生』 講談社〈講談社コミックスなかよし〉、全1巻
- 1巻、1989年4月6日発行、ISBN 4-06-178632-6